# 長手町 (太田市)
長手町（ながてちょう）は、群馬県太田市にある地名（町丁）。郵便番号は373-0054。

## 概要
鳥之郷地区にある町丁。

## 地理

### 近隣町丁
- 強戸町
- 鶴生田町
- 鳥山町
- 大島町
- 金山町
- 東金井町
- 東今泉町
- 緑町

## 世帯数と人口
2022年（令和4年）3月31日現在の世帯数と人口は以下の通りである。
| 町丁   | 世帯数  | 人口  |
| ------ | ------- | ----- |
| 長手町 | 129世帯 | 272人 |

## 交通

### 鉄道
町内に鉄道は通っていない。

## 施設
- ぐんまこどもの国 (群馬県立金山総合公園)